# ピール・ムハンマド2世
ピール・ムハンマド2世（Pir Muhammad II、生年不明 - 1599年）は、シャイバーニー朝ブハラ・ハン国の第13代目ハン。

## 概要
スライマーン・スルタン（アブル＝ハイル・ハンの曽孫）の子供で、アブドゥッラーフ2世のいとこ。
ピール・ムハンマド2世は、1598年に権力を握り、ブハラ・ハン国のシャイバーニー朝の最後のハンとして統治した。